# Misje dyplomatyczne Senegalu

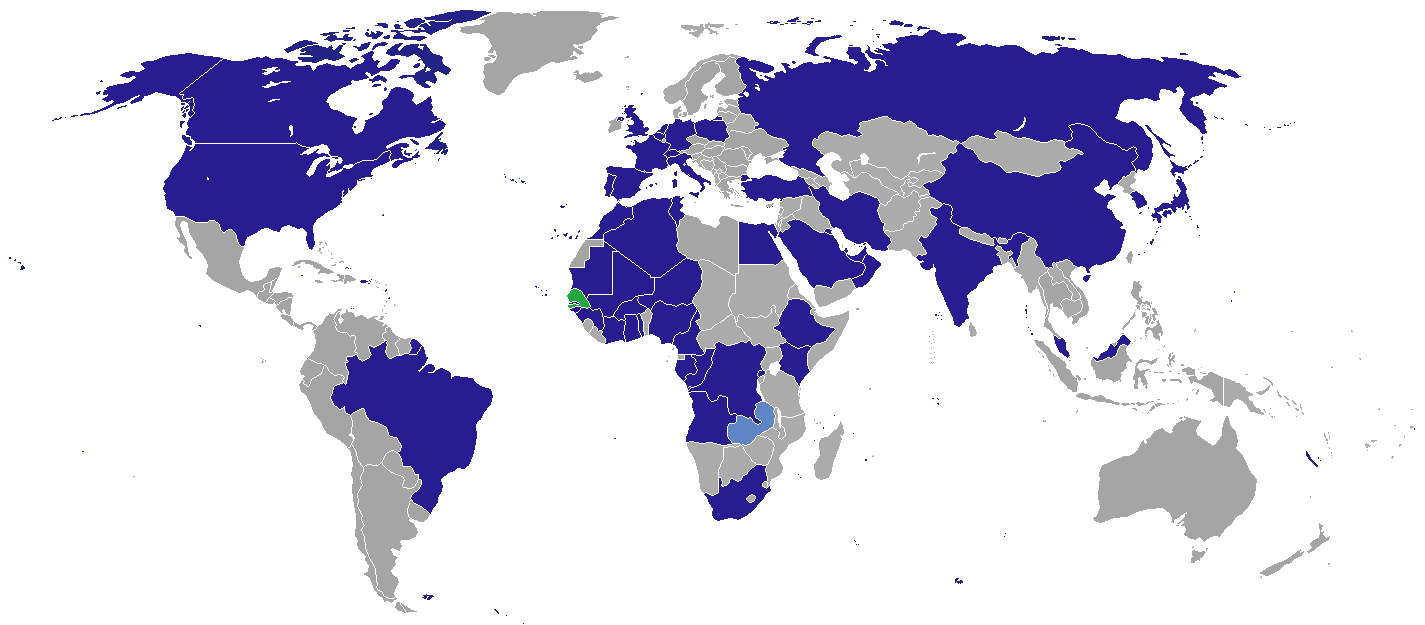
Kraje, w których Republika Senegalu ma swoje przedstawicielstwa dyplomatyczne

Misje dyplomatyczne Senegalu – przedstawicielstwa dyplomatyczne Republiki Senegalu przy innych państwach i organizacjach międzynarodowych. Poniższa lista zawiera wykaz obecnych ambasad i konsulatów zawodowych. Nie uwzględniono konsulatów honorowych.

## Europa

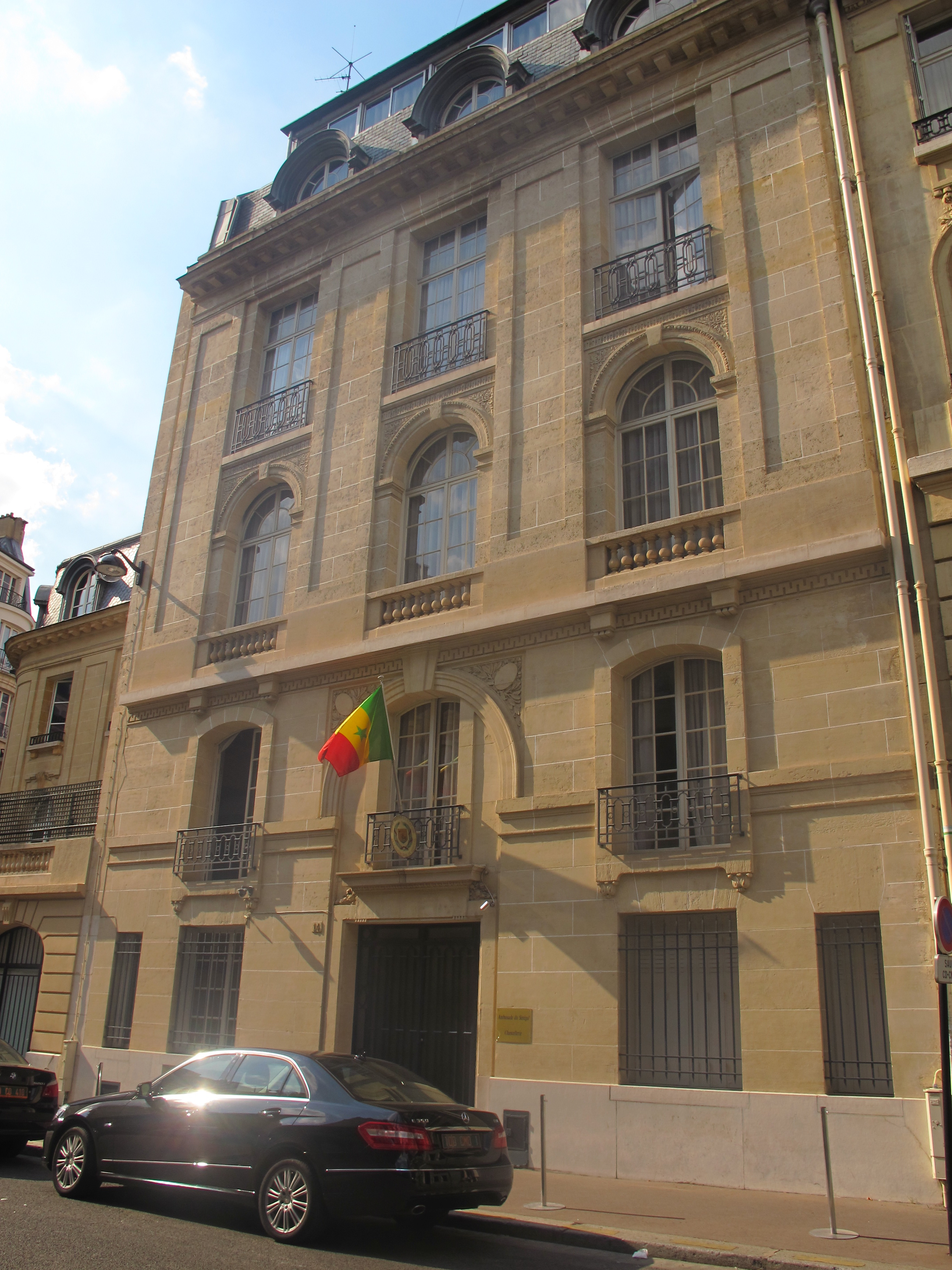
Ambasada Senegalu w Paryżu

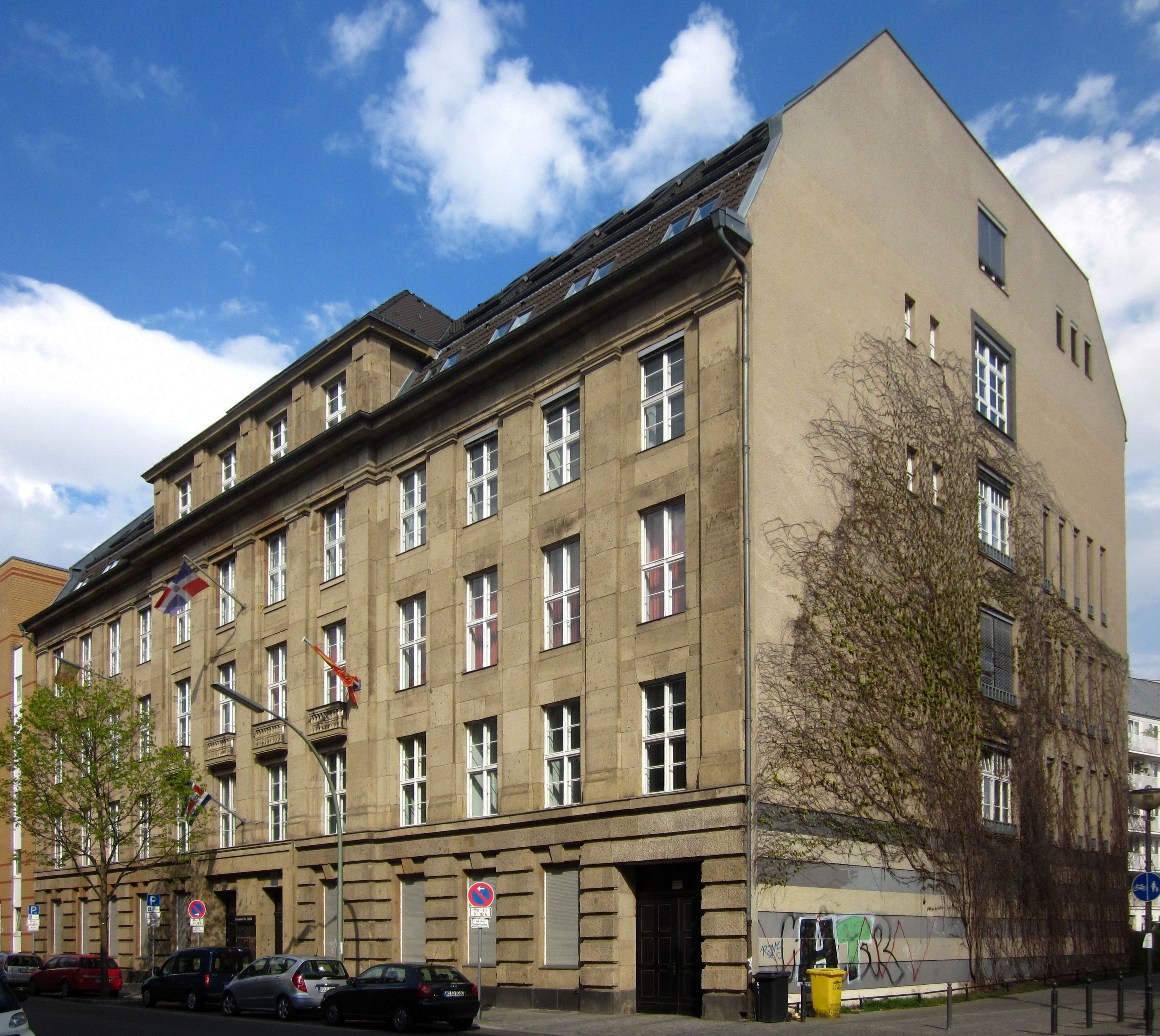
Ambasada Senegalu w Berlinie

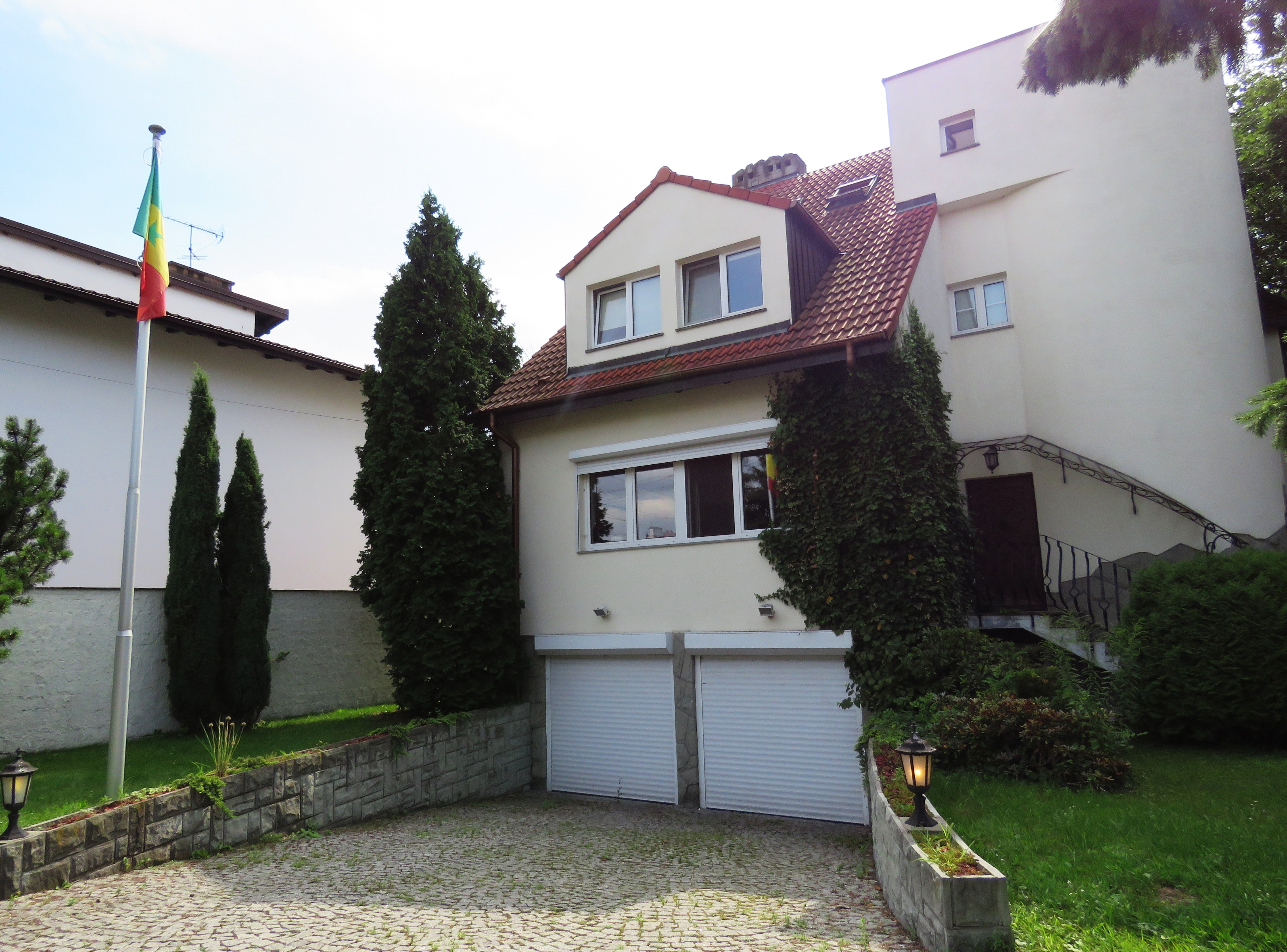
Ambasada Senegalu w Warszawie

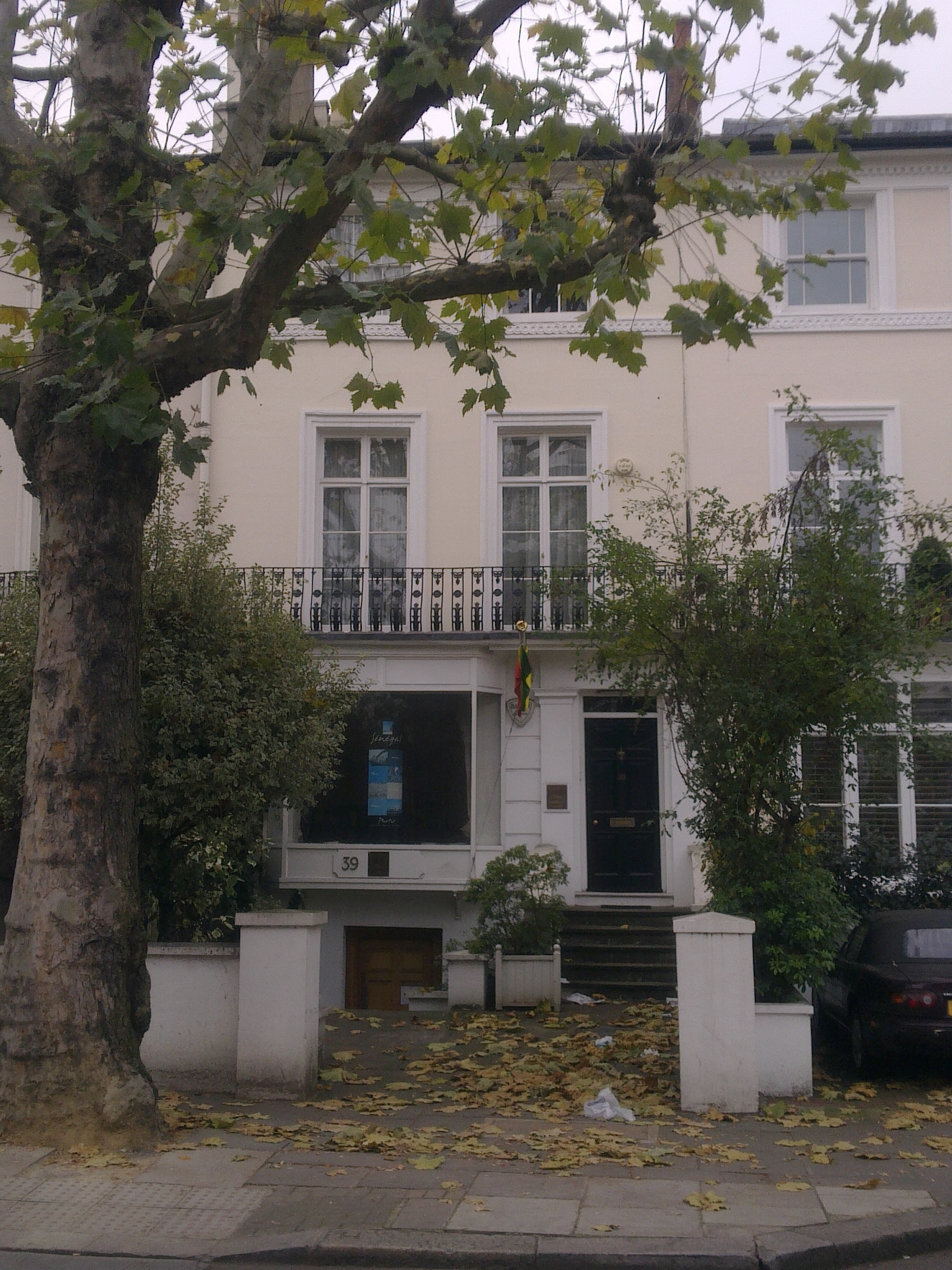
Ambasada Senegalu w Londynie

- Belgia
  - Bruksela (ambasada)
- Francja
  - Paryż (ambasada)
  - Bordeaux (konsulat generalny)
  - Lyon (konsulat generalny)
  - Marsylia (konsulat generalny)
  - Le Havre (agencja konsularna)
- Hiszpania
  - Madryt (ambasada)
- Holandia
  - Haga (ambasada)
- Niemcy
  - Berlin (ambasada)
- Polska
  - Warszawa (ambasada)
- Portugalia
  - Lizbona (ambasada)
- Rosja
  - Moskwa (ambasada)
- Stolica Apostolska
  - Rzym (ambasada)
- Turcja
  - Ankara (ambasada)
- Wielka Brytania
  - Londyn (ambasada)
- Włochy
  - Rzym (ambasada)
  - Mediolan (konsulat generalny)
  - Neapol (konsulat generalny)

## Ameryka Północna, Środkowa i Karaiby

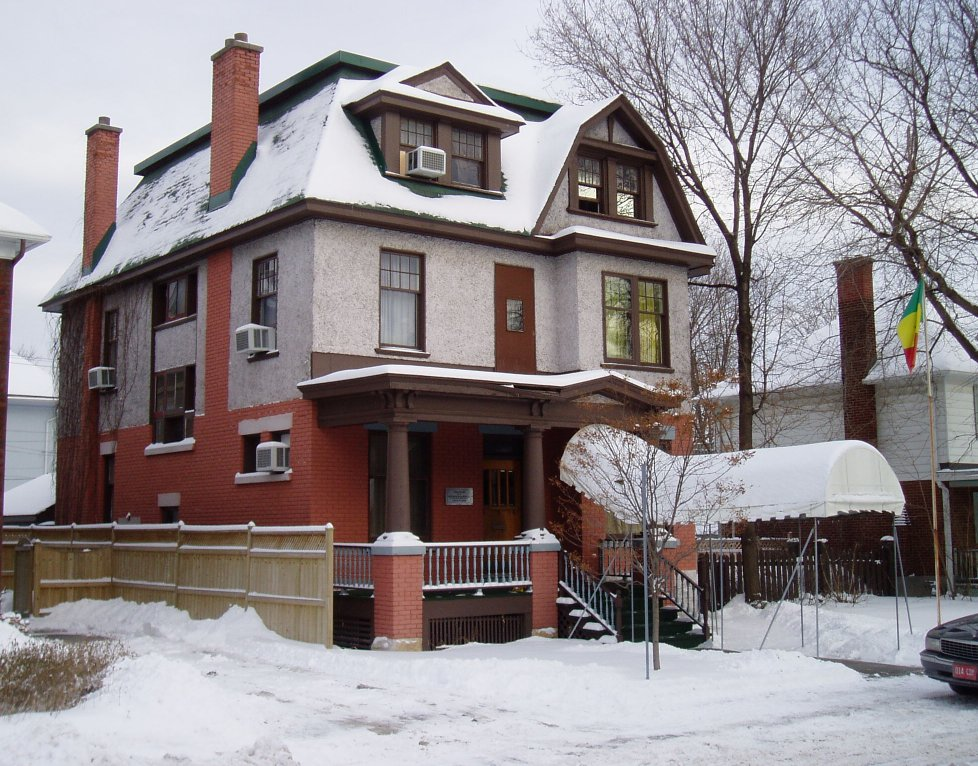
Ambasada Senegalu w Ottawie

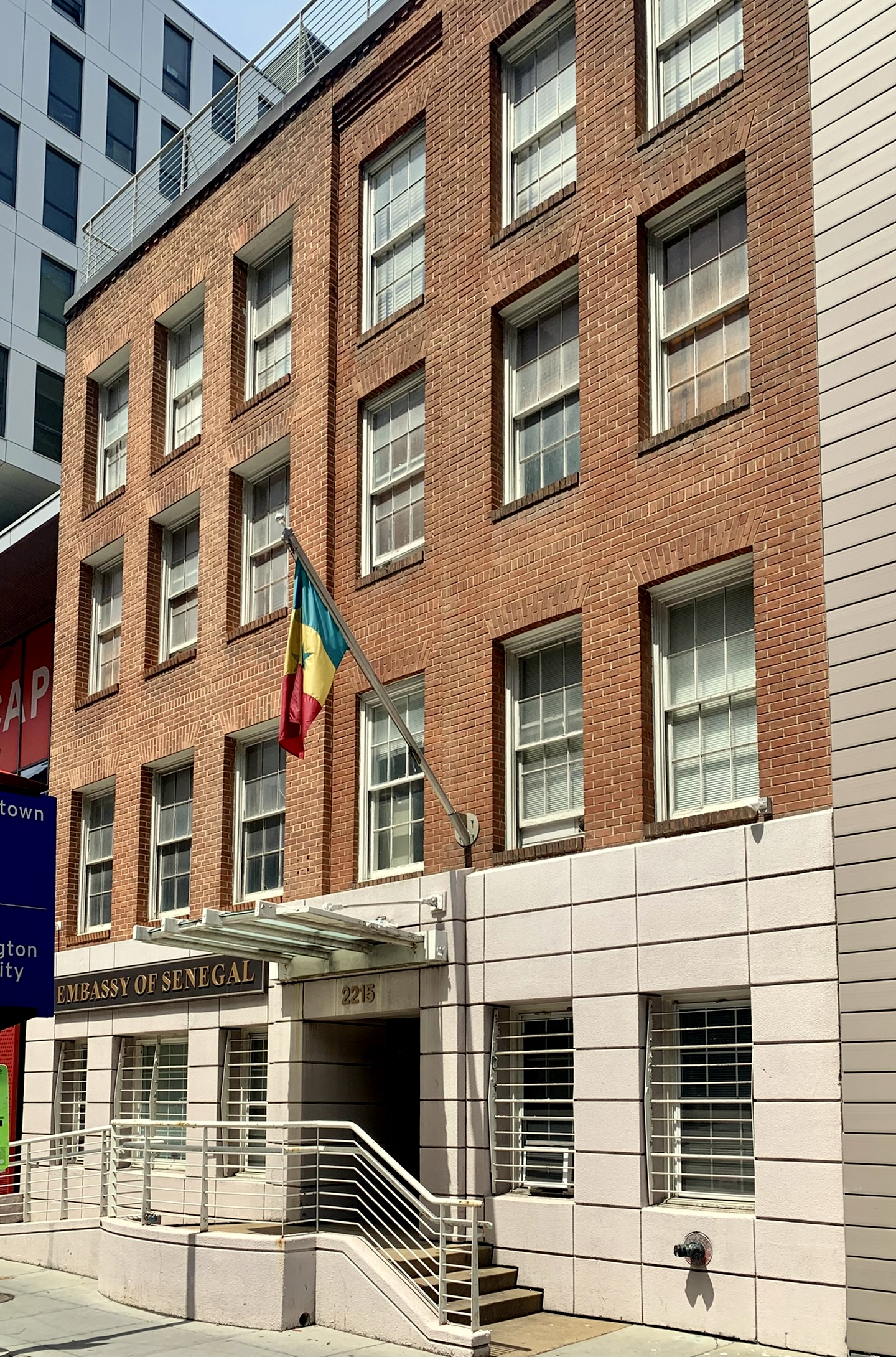
Ambasada Senegalu w Waszyngtonie

- Kanada
  - Ottawa (ambasada)
- Stany Zjednoczone
  - Waszyngton (ambasada)
  - Nowy Jork (konsulat generalny)

## Ameryka Południowa
- Brazylia
  - Brasília (ambasada)

## Afryka

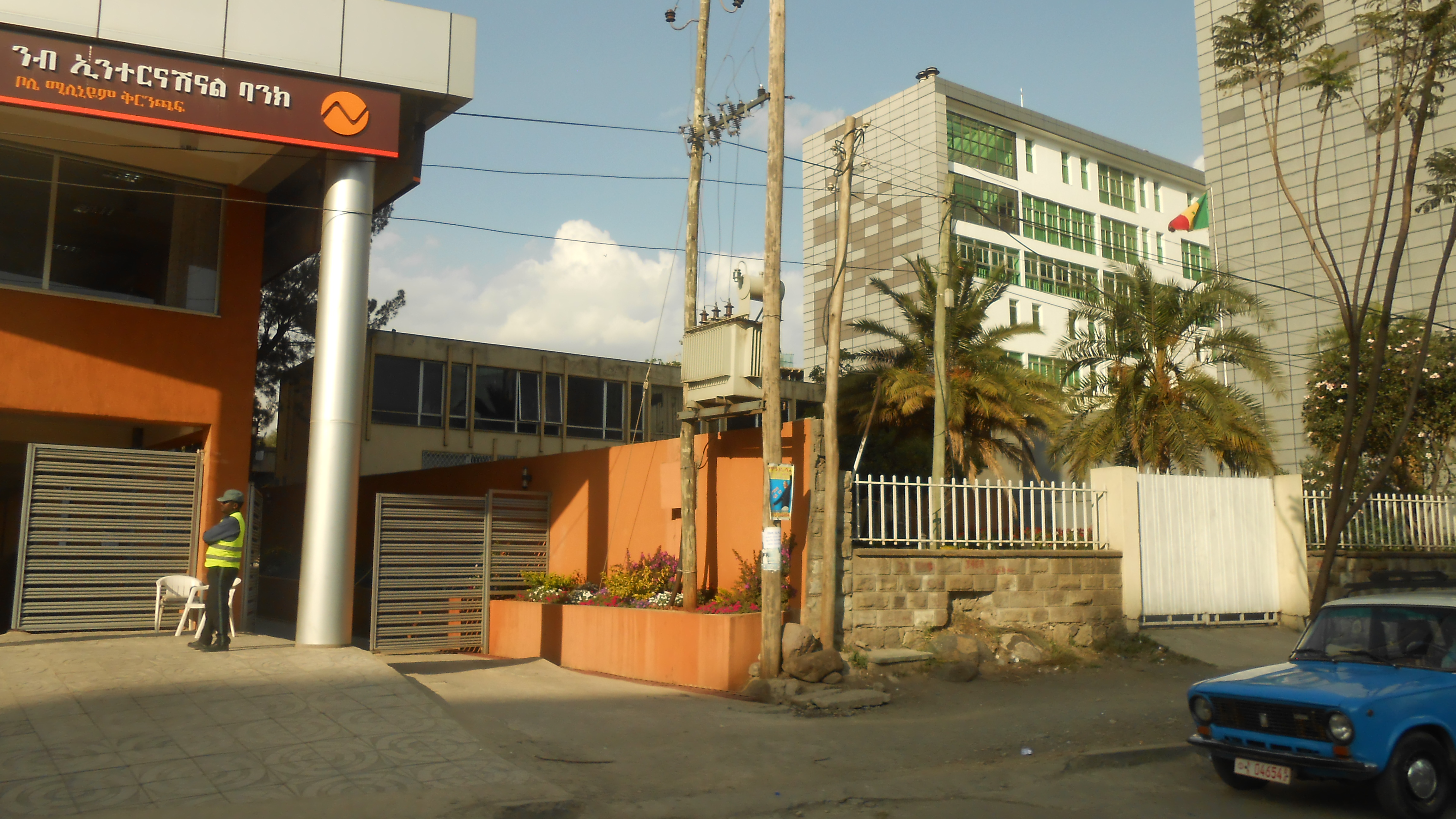
Ambasada Senegalu w Addis Abebie

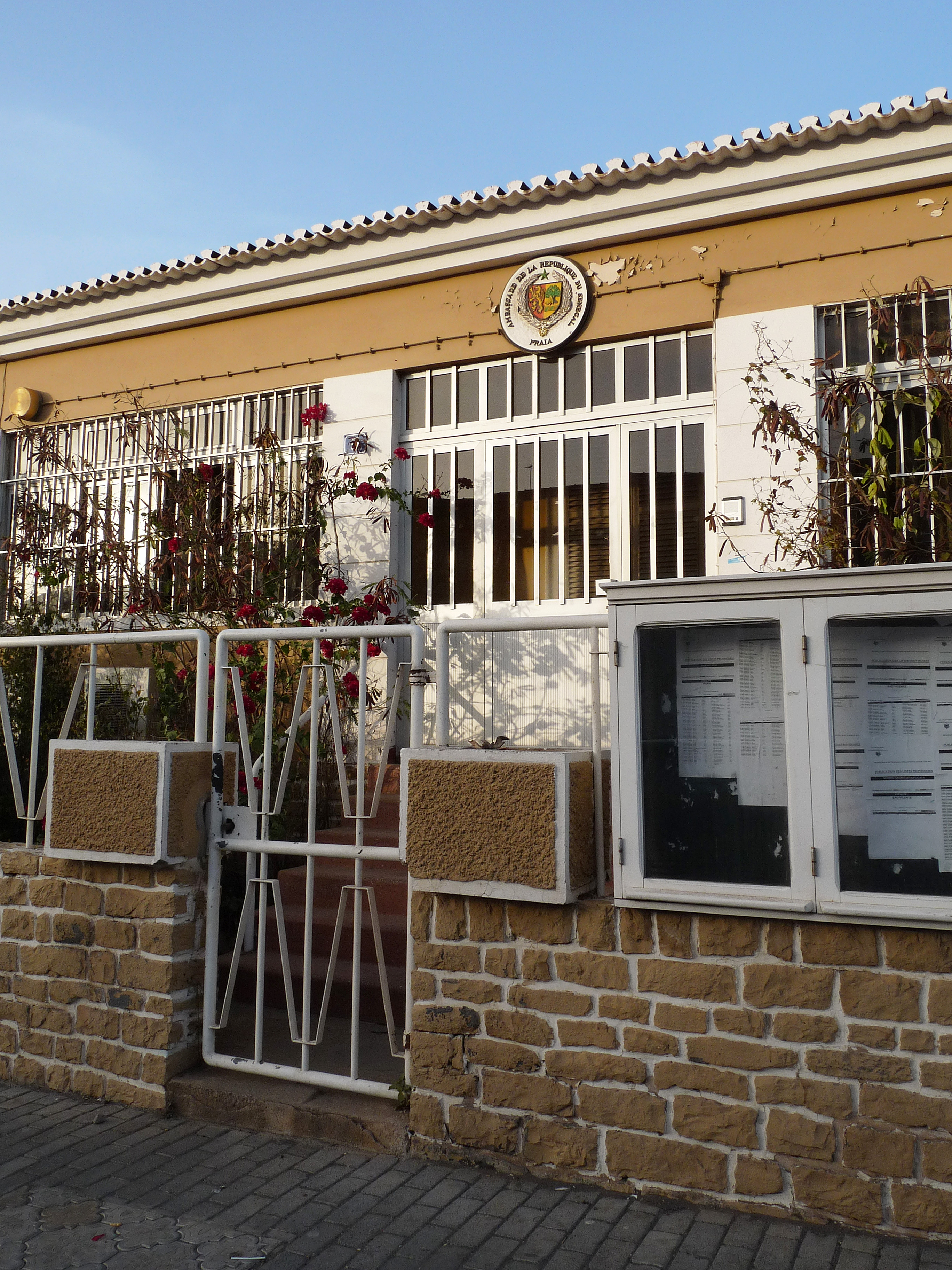
Ambasada Senegalu w Praii

- Algieria
  - Algier (ambasada)
- Benin
  - Kotonu (ambasada)
- Burkina Faso
  - Wagadugu (ambasada)
- Egipt
  - Kair (ambasada)
- Etiopia
  - Addis Abeba (ambasada)
- Gabon
  - Libreville (ambasada)
- Gambia
  - Bandżul (ambasada)
- Ghana
  - Akra (ambasada)
- Gwinea
  - Konakry (ambasada)
- Gwinea Bissau
  - Bissau (ambasada)
- Kamerun
  - Jaunde (ambasada)
- Kenia
  - Nairobi (ambasada)
- Kongo
  - Brazzaville (ambasada)
- Libia
  - Trypolis (ambasada)
- Mali
  - Bamako (ambasada)
- Maroko
  - Rabat (ambasada)
  - Casablanca (konsulat)
- Mauretania
  - Nawakszut (ambasada)
- Nigeria
  - Abudża (ambasada)
- Południowa Afryka
  - Pretoria (ambasada)
- Republika Zielonego Przylądka
  - Praia (ambasada)
- Togo
  - Lomé (ambasada)
- Tunezja
  - Tunis (ambasada)
- Wybrzeże Kości Słoniowej
  - Abidżan (ambasada)
- Zambia
  - Lusaka (konsulat generalny)

## Azja

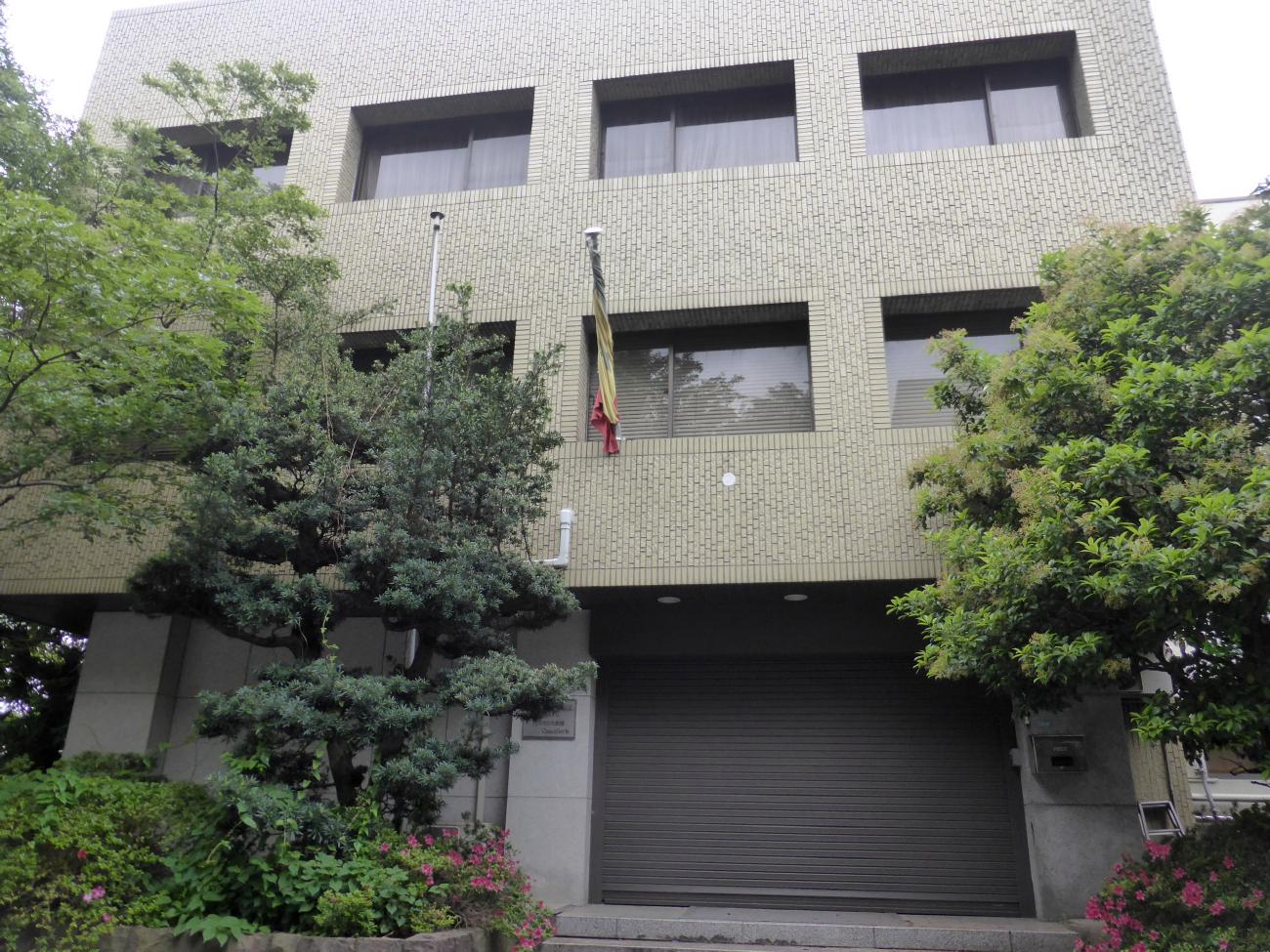
Ambasada Senegalu w Tokio

- Arabia Saudyjska
  - Rijad (ambasada)
  - Dżudda (konsulat generalny)
- Indie
  - Nowe Delhi (ambasada)
- Iran
  - Teheran (ambasada)
- Japonia
  - Tokio (ambasada)
- Katar
  - Doha (ambasada)
- Korea Południowa
  - Seul (ambasada)
- Kuwejt
  - Kuwejt (ambasada)
- Malezja
  - Kuala Lumpur (ambasada)
- Oman
  - Maskat (ambasada)
- Zjednoczone Emiraty Arabskie
  - Abu Zabi (ambasada)

## Organizacje międzynarodowe
- Nowy Jork - Stałe Przedstawicielstwo przy Organizacji Narodów Zjednoczonych
- Genewa - Stałe Przedstawicielstwo przy Biurze Narodów Zjednoczonych i innych organizacjach
- Paryż - Stałe Przedstawicielstwo przy Międzynarodowej Organizacji Frankofonii
- Addis Abeba - Stałe Przedstawicielstwo przy Unii Afrykańskiej
- Bruksela - Misja przy Unii Europejskiej